# Le Procès d'Andersonville
Le Procès d'Andersonville est une mini-série québécoise en deux parties de 90 minutes d'après l'œuvre de l'américain Saul Levitt, diffusée les 26 février et 5 mars 1978 dans le cadre de l'émission Les Beaux Dimanches à la Télévision de Radio-Canada.

## Synopsis
À la fin de la guerre de sécession, on fait le procès du capitaine sudiste Henry Wirz, responsable du camp militaire d'Andersonville, en Georgie. Ce soldat est accusé d'avoir conspiré pour provoquer la mort d'au moins 14 000 prisonniers nordistes.

## Fiche technique
- Scénarisation : Saul Levitt et Jean-Louis Roux
- Réalisation : Jean Dumas
- Société de production : Société Radio-Canada

## Distribution
- Pierre Dufresne : Sergent Gray
- Michel Forget : Jasper Culver
- Yves Létourneau : Henry Wirz
- Jean-Luc Montminy : James H. Davidson
- Gilles Pelletier : Général Lewis Wallace
- Jacques Piperni : Louis Shade
- Claude Préfontaine : Major D. Hassner
- Marcel Sabourin : Ambrose Spencer
- Yves Massicotte : Dr John C. Bates
- Yves É. Arnau : Garde
- Julien Bessette : Capitaine Williams
- Géo T. Bélisle : Juge
- Roland Chenail : Abraham Lincoln
- Michel Dumont : Colonel Chandler
- Omer Duranceau : Général
- Bertrand Gagnon : Dr Ford
- Gaston Gagnon : Journaliste
- Gaétan Girard : Commissionnaire
- Jacques Godin : Norton Parker Chipman
- Georges Groulx : Otis Baker
- Robert Guertin : Général
- René Jourdain : Juge
- Raymond L'Heureux : Colonel
- Serge L'Italien : Lieutenant
- Yvan Leclerc : Garde
- Jean-Pierre Légaré : Général
- Richard Marsolais : Garde
- Édouard Montpetit : Garde
- Alain de Repentigny : Journaliste
- José Rettino : Sténographe
- François Trottier : Garde
- Roger Turcotte : Général
- Michel Vimont : Journaliste
- Réjean Wagner : Garde
- Jacques Zouvi : Greffier